# مقاطعة رباط كريم
مقاطعة رباط كريم (بالفارسية: شهرستان رباط‌کریم) هي إحدى مقاطعات محافظة طهران في إيران. كان عدد سكان المقاطعة سنة 2006 حوالي 608,530 نسمة.